# Benjamin Samuel Williams

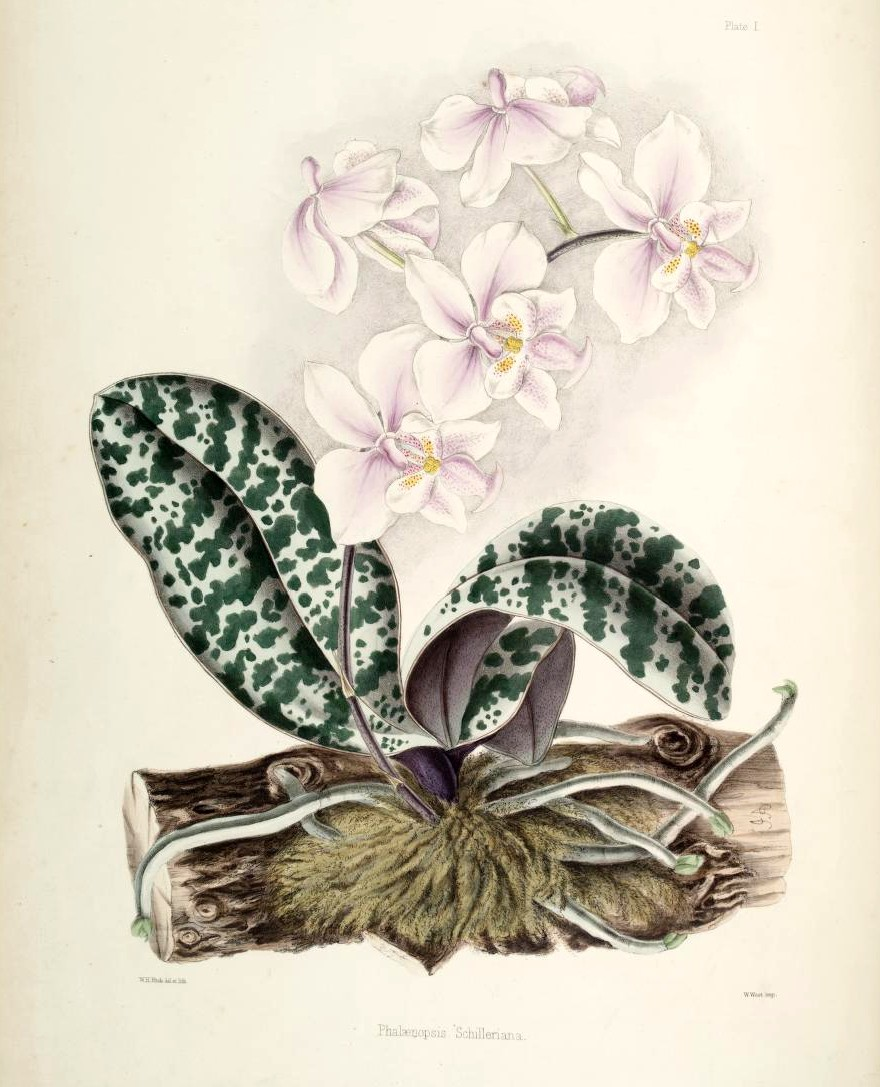
Phalaenopsis schilleriana
De la publicación "Select Orchidaceous Plants".

Benjamin Samuel Williams ( 2 de marzo de 1824 - 24 de junio de 1890 ) fue un orquideólogo y criador en Londres, conocido principalmente por sus artículos sobre horticultura de las orquídeas en publicaciones como The Orchid Grower's Manual (Londres 1894), Select Orchidaceous Plants (Londres 1862 y sig.) y The Orchid Album (Londres 1882- 1897).
Williams comenzó como jardinero del botánico Robert Warner, en Hoddesdon. Entre 1854 y 1861 se asoció con Robert Parker, en su vivero de Seven Sisters Road, Holloway y más tarde se trasladó a los cercanos invernaderos Victoria y Paradise.

## Algunas publicaciones

### Libros
- 1852. Hints on the cultivation of British and exotic ferns and lycopodiums. Ed. Chapman & Hall. vi + 67 pp.

- 1862. The orchid grower's manual. Ed. Chapman & Hall. xii + 160 pp.

- 1862—1865. Select orchidaceous plants [1ª serie] de Robert Warner; notas sobre cultivo por Benjamin S. Williams. Londres: L. Reeve[1]

- 1868. Select ferns and lycopods: British and exotic. viii + 343 pp.

- 1873. Select ferns and lycopods: British and exotic. [v]-viii + 353 pp.

- 1876a. Choice stove and greenhouse ornamental-leaved plants [microform]. x + 350 pp.

- 1876b. Choice stove and greenhouse ornamental-leaved plants. x + 350 pp.

- 1882—1897. The Orchid Album[2] Londres

- 1885. The orchid-grower's manual. Ed. Victoria & Paradise Nurseries. xiv + 659 pp.

- 1894. The orchid-grower's manual. Victoria & Paradise Nurseries. 796 pp.

- 1973. The orchid grower's manual. Ed. Wheldon & Wesley, Cramer. 796 pp.

- 2007. The Orchid-Growers Manual. Ed. Kessinger Publishing, LLC. ISBN 0-548-38029-5
- La abreviatura «B.S.Williams» se emplea para indicar a Benjamin Samuel Williams como autoridad en la descripción y clasificación científica de los vegetales.[4]